# Trois Flèches

Le logo antifasciste des Trois Flèches, utilisé en Allemagne contre les nazis à partir de 1931.

Les Trois Flèches (en allemand : Drei Pfeile) sont un symbole politique socialiste et antifasciste associé au départ au Parti social-démocrate d'Allemagne. Il apparaît vers la fin de la République de Weimar. Dessiné à l'origine pour le Front de fer comme symbole de résistance sociale-démocrate au nazisme en 1932, il devient un symbole officiel du Parti social-démocrate lors des élections parlementaires la même année. Il représente alors la triple opposition au nazisme, au stalinisme et au conservatisme réactionnaire.

## République de Weimar

Les Trois Flèches, symbole conçu par Serge Tchakhotine pour barrer la croix gammée.

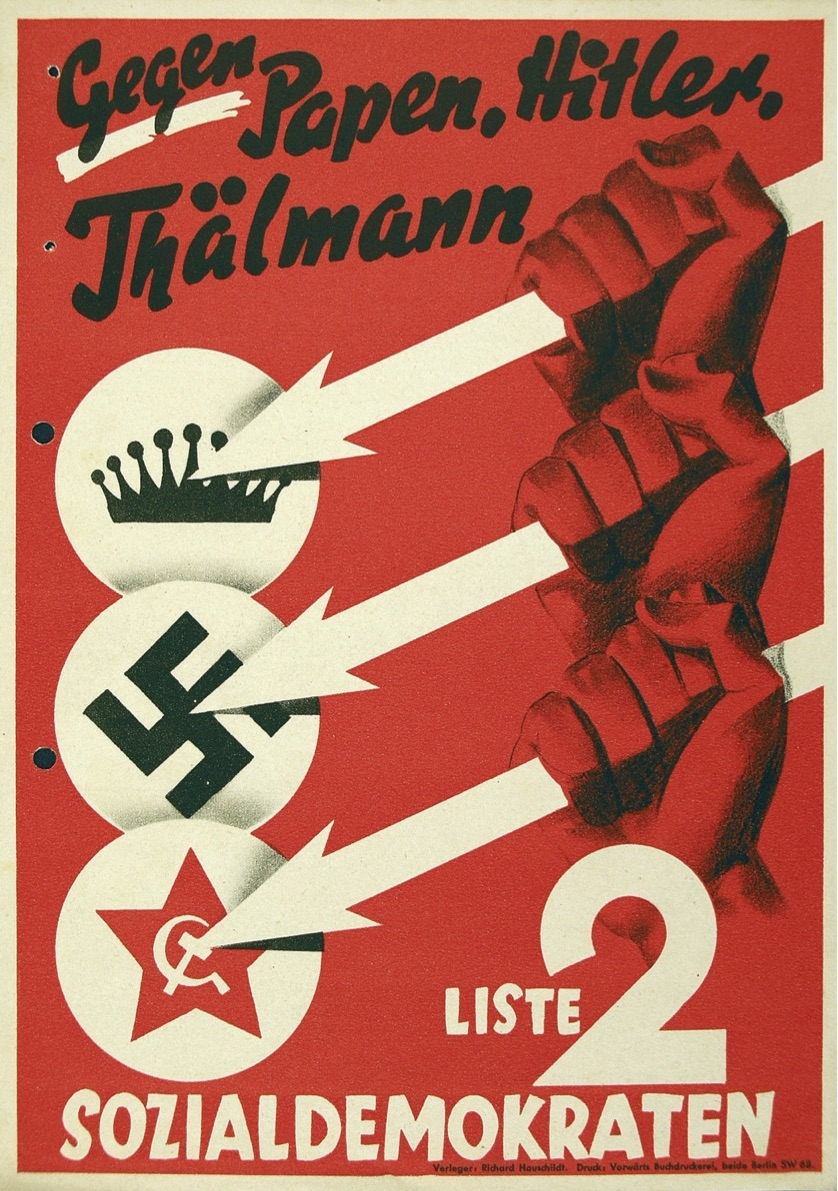
Affiche célèbre de l'élection au Reichstag du 6 novembre 1932 montrant les Trois Flèches foudroyant l'aile monarchiste du Zentrum, le Parti nazi, ainsi que le Parti communiste, accompagné du slogan « Contre Papen, Hitler, Thälmann ».

Dès les années 1920 et 1930, le Parti social-démocrate (SPD) s'oppose à la fois au Parti nazi (NSDAP) et au Parti communiste (KPD). Dans ce contexte, le militant SPD Carlo Mierendorff recrute un réfugié russe, le physiologiste Serge Tchakhotine, comme propagandiste pour l’organisation paramilitaire Front de fer, et ils développent ensemble des thèmes de propagande pour contrer les NSDAP et KPD à partir de 1932. Ensemble, ils lancent les Trois Flèches, comme symbole du militantisme social-démocrate. Le Front de fer est vu par les staliniens et leur Antifaschistische Aktion (abrégé Antifa) comme une « organisation terroriste sociale-fasciste ».
Mierendorff et Tchakhotine lancent la campagne « Trois Flèches contre la croix gammée » (Dreipfeil gegen Hakenkreuz). Tchakhotine écrit aussi un livre éponyme où les Trois Flèches représentent la lutte contre la réaction, le capitalisme et le fascisme,. Une affiche fameuse de l'élection au Reichstag du 6 novembre 1932 montre les Trois Flèches foudroyant le Parti communiste, l'aile monarchiste du Zentrum, ainsi que le Parti nazi, accompagné du slogan « Contre Papen, Hitler, Thälmann ».
L'esthétique de la campagne et des Trois Flèches elles-mêmes tire son inspiration du mouvement avant-gardiste russe et soviétique. Tchakhotine raconte avoir trouvé l'inspiration des Trois Flèches d'une croix gammée vandalisée d'un graffiti à la craie à Heidelberg. Selon l'argument de Tchakhotine, la juxtaposition des Trois Flèches et de la croix gammée donne toujours graphiquement l'impression que ce sont les trois lignes qui barrent la croix gammée, plutôt que le contraire. La direction du SPD et le Front de fer adoptent les Trois Flèches comme symbole officiel à partir du juin 1932. Les membres du Front de fer portent le symbole sur leurs brassards. Le SPD utilise le slogan « ni esclaves de Staline, ni nervis de Hitler », en conjonction avec le symbole.

## Emploi en dehors d'Allemagne

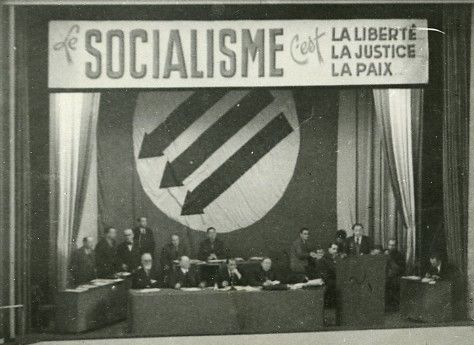
Congrès national extraordinaire de la SFIO - Montrouge, mars 1946.

En août 1932, les Sociaux-démocrates autrichiens adoptent les Trois Flèches comme symbole de combat. Le poète socialiste autrichien Karl Schneller (de) dédie son poème Drei Pfeile au congrès de 1932 du Parti ouvrier social-démocrate d'Autriche. Le symbole est interdit en Autriche à partir de 1933. Pendant le Troisième Reich, le symbole apparaît clandestinement sur des pamphlets des socialistes-révolutionnaires en Autriche, et en graffitis. Entre 1932 et 1935, il est utilisé en Belgique, au Danemark et au Royaume-Uni,. Après que Tchakhotine soit forcé à l'exil en France, le symbole passe également à la Section française de l'Internationale ouvrière (SFIO), étant notamment employé par la tendance Gauche révolutionnaire, puis par le Parti socialiste ouvrier et paysan. Après la Seconde Guerre mondiale, les Trois Flèches deviennent le logo officiel du Parti social-démocrate d'Autriche à partir de 1945. Il est modifié pour comprendre un cercle, et sa symbolique devient l'union des travailleurs de l'industrie, des travailleurs agricoles et des intellectuels. Les Trois Flèches restent le symbole majeur du SPÖ autrichien jusque dans les années 1950.
En France, les Trois Flèches constituent à partir des années 1930 le symbole de la SFIO, qui le garde jusque dans les années 1970. Le Parti socialiste les conserve jusqu'à ce qu'il les remplace par le symbole du poing tenant une rose.

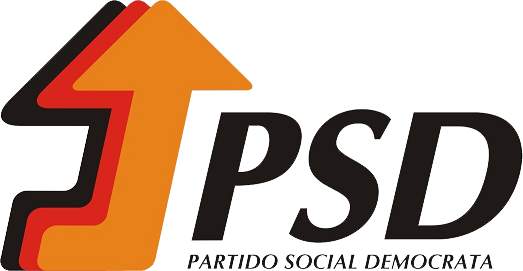
Logo actuel du Parti social-démocrate portugais, inspiré des Trois Flèches du SPD allemand.

Au Portugal, le Parti démocratique populaire, créé en 1974 dans la foulée de la révolution des Œillets et renommé Parti social-démocrate dès 1976, utilise dès sa fondation une adaptation des Trois Flèches comme logo, où les flèches pointent vers le haut et ont chacune une couleur différente. Selon les membres du Parti impliqués dans le choix du symbole, il est sélectionné de façon à distinguer clairement le Parti de ses principaux rivaux : le Parti socialiste, qui utilise la rose au poing, et le Parti communiste, qui emploie la faucille et le marteau.

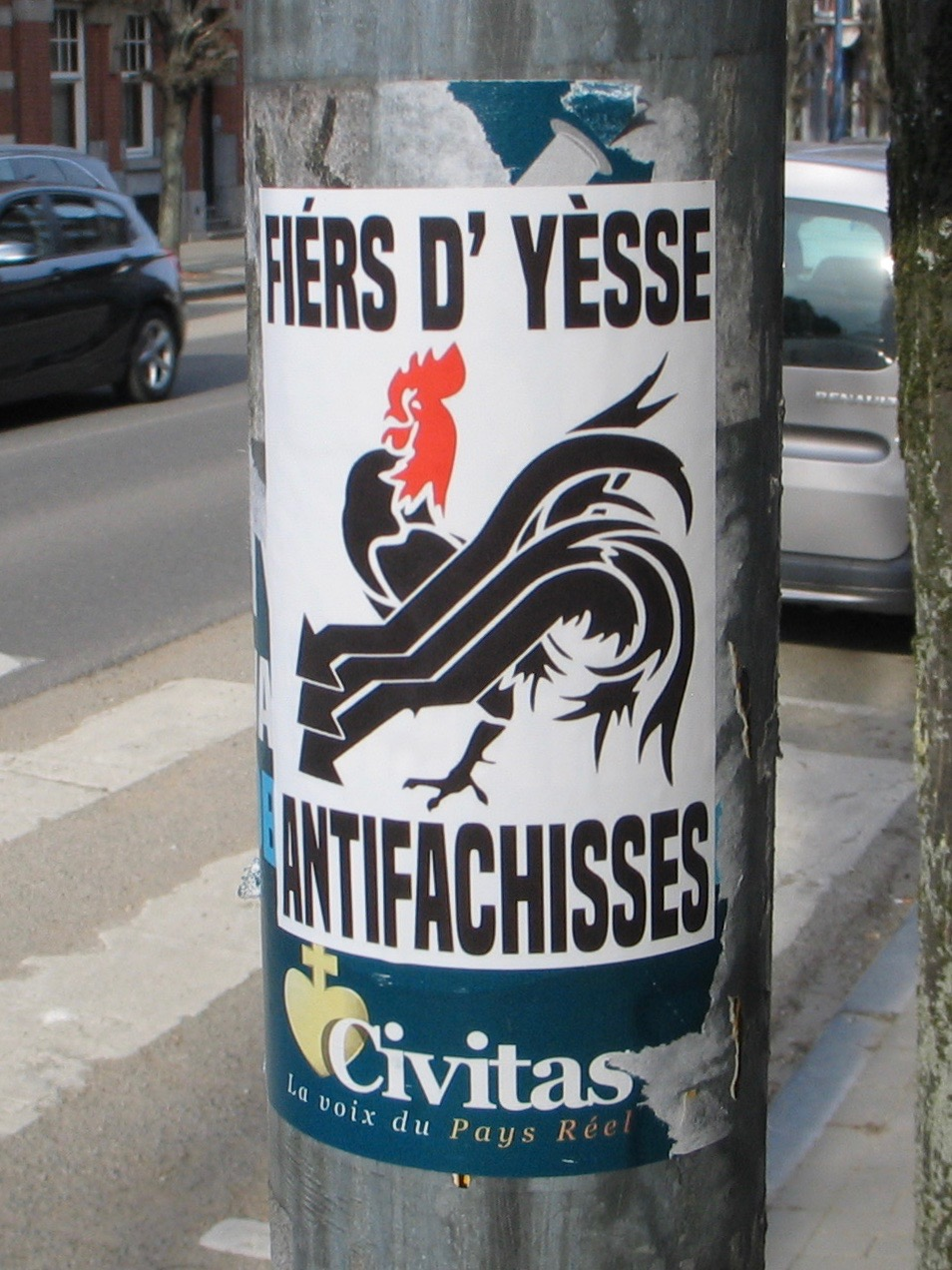
Autocollant antifasciste wallon qui combine les Trois Flèches et le coq hardi.

Aux États-Unis, les Trois Flèches sont populaires dans le mouvement antifasciste américain, aux côtés des deux drapeaux rouge et noir de l'Antifaschistische Aktion (Antifa) du Parti communiste d'Allemagne. Ceci contraste avec l'héritage historique des deux symboles, l'Antifaschistische Aktion s'étant opposée au Front de fer, qu'elle considérait comme fasciste et bourgeois, et les Trois Flèches représentant explicitement la résistance au Parti communiste, auquel Antifa était affiliée. Les Trois Flèches sont aussi utilisées en France par des antifascistes, comme la Jeune Garde.